# Indicador de situación horizontal

Ilustración de la cara de un indicador de situación horizontal que muestra los elementos clave de la pantalla

El indicador de situación horizontal (comúnmente llamado HSI) es un instrumento de vuelo de una aeronave normalmente montado debajo del horizonte artificial en lugar de un indicador de rumbo convencional. Combina un indicador de rumbo con una pantalla de rango omnidireccional VHF y sistema de aterrizaje por instrumentos  (VOR-ILS).Esto reduce la carga de trabajo del piloto al reducir el número de elementos en el escaneo de instrumentos del piloto a los seis instrumentos de vuelo básicos. Entre otras ventajas, el HSI ofrece libertad de la confusión a la detección inversa en una aproximación de rumbo posterior del localizador del sistema de aterrizaje por instrumentos. Mientras la aguja esté colocada en el rumbo frontal del localizador, el instrumento indicará si volar hacia la izquierda o hacia la derecha, en cualquier dirección de viaje.
En el HSI, la aeronave está representada por una figura esquemática en el centro del instrumento; la pantalla VOR-ILS se muestra en relación con esta figura. El indicador de rumbo generalmente está vinculado a una brújula remota y el HSI frecuentemente está interconectado con un piloto automático capaz de seguir el error de selección de rumbo y ejecutar una aproximación ILS siguiendo el localizador y la senda de planeo.
En un indicador VOR convencional, izquierda-derecha y hacia-desde deben interpretarse en el contexto del rumbo seleccionado. Cuando un HSI está sintonizado en una estación VOR, izquierda y derecha siempre significan izquierda y derecha y TO/FROM se indica mediante una simple punta de flecha triangular que apunta al VOR. Si la punta de flecha apunta al mismo lado que la flecha del selector de rumbo, significa A, y si apunta detrás del lado opuesto al selector de rumbo, significa DESDE. El HSI que se ilustra aquí es un tipo diseñado para aviones más pequeños y tiene el tamaño de un instrumento estándar de 3 ¼ de pulgada. Los HSI de aerolíneas y aviones a reacción son más grandes y pueden incluir más elementos de visualización.
Las pantallas HSI más modernas son electrónicas y a menudo están integradas con sistemas electrónicos de instrumentos de vuelo en los llamados sistemas de "cabina de cristal".

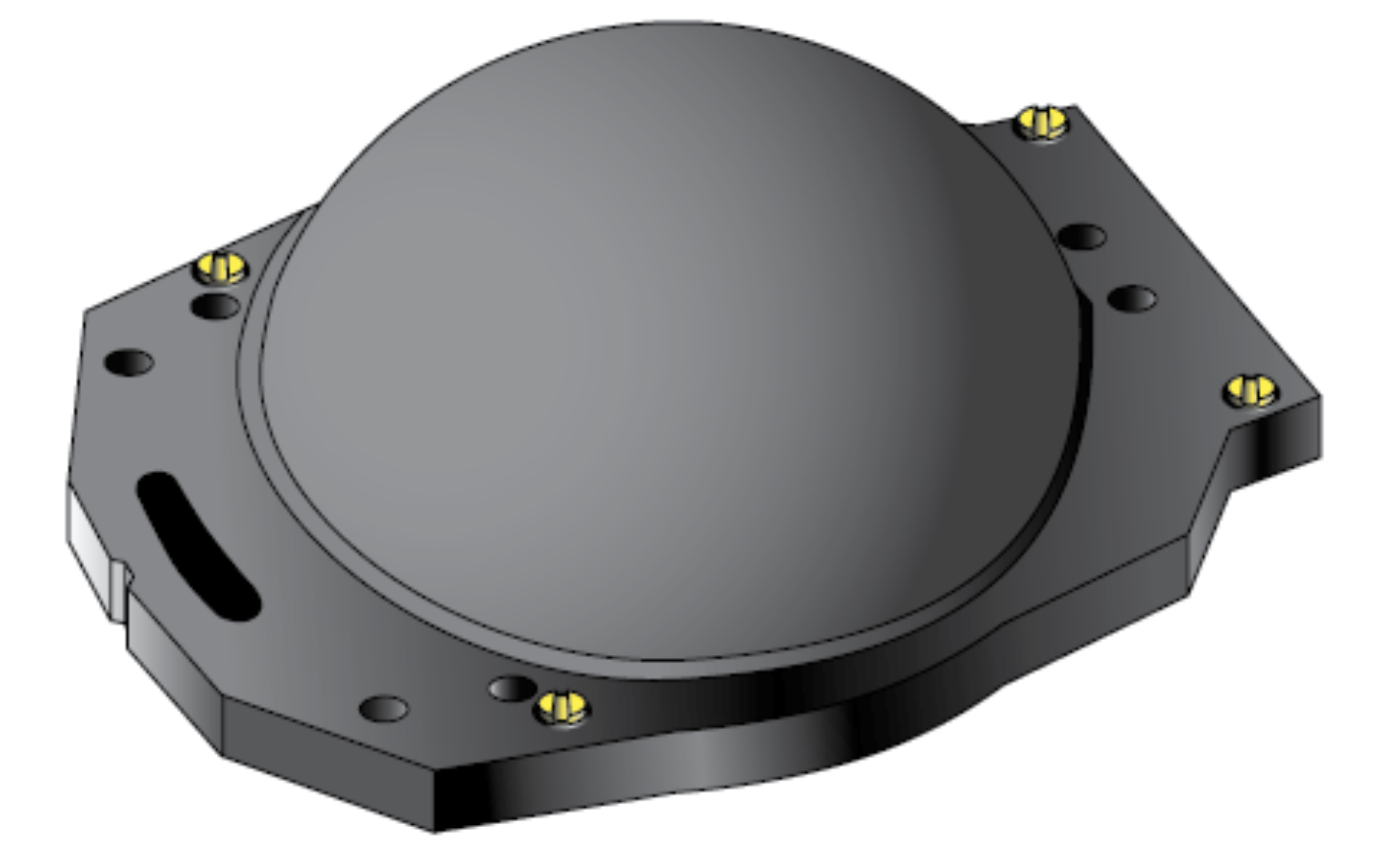
Un transmisor esclavo magnético en una brújula indicadora remota detecta el campo magnético de la Tierra a través de un magnetómetro fluxgate.

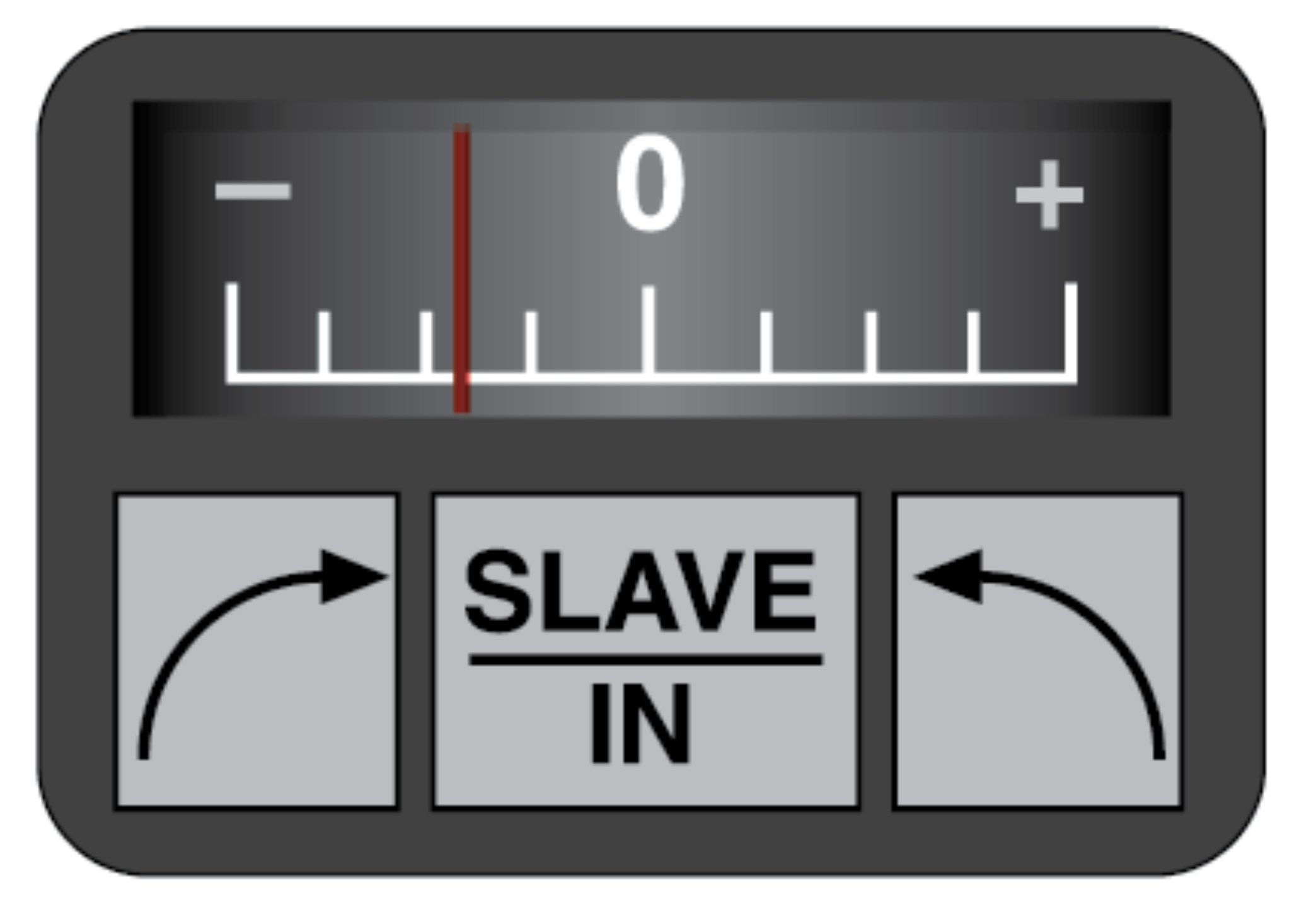
Una unidad compensadora y de control esclavo evalúa los datos del transmisor esclavo y corrige el rumbo en HSI cuando el modo "giroscopio esclavo" está habilitado.

HSI es parte de un sistema de brújula con indicación remota, que fue desarrollado para compensar los errores y limitaciones del tipo más antiguo de indicadores de rumbo. Los dos componentes montados en panel de un sistema típico incluyen el HSI y una unidad compensadora y de control Slave, que los pilotos pueden configurar para corregir automáticamente el error del giroscopio usando lecturas de un transmisor Slave magnético montado remotamente cuando el sistema está configurado en modo  "giroscopio Slave" En un modo de "giro libre", los pilotos tienen que ajustar manualmente su HSI.